# Jessica Gunning
Jessica Faye Gunning (Holmfirth, 1 de enero de 1986) es una actriz inglesa. Es reconocida por su trabajo en la televisión y por su papel revelación en la miniserie Baby Reindeer (2024) por la que ganó un premio Primetime Emmy.

## Vida personal
Gunning es lesbiana y se lo contó a su familia y amigos en noviembre de 2022. Confirmó su sexualidad en una entrevista de junio de 2024, describiéndose a sí misma como una "gran gay". Al hablar de su experiencia de salir del armario, Gunning dijo que fue una "mega, mega cosa para ella [...] y agregó que aunque estaba "rodeada de gays" y que "todos sus amigos son gays", por lo que "no estaba reprimiendo nada", era solo que no creía que pudiera ser gay.

## Filmografía

### Televisión
| Año           | Título                           | Rol                          | Notas                                                     |
| ------------- | -------------------------------- | ---------------------------- | --------------------------------------------------------- |
| 2007          | It's Adam and Shelley            | Scarlet                      | 1 episodio                                                |
| 2008          | Doctor Who                       | Stacy Campbell               | Episodio: "Partners in Crime"                             |
| 2008          | Mutual Friends                   | Maryka                       | 1 episodio                                                |
| 2009–2010     | Life of Riley                    | Annie                        | 3 episodios                                               |
| 2009–2014     | Law & Order: UK                  | Angela                       | 29 episodios                                              |
| 2010          | Lizzie and Sarah                 | Branita                      | Película para televisión                                  |
| 2010          | Doctors                          | Ann Turnbull                 | Episodio: "Daddy's Home"                                  |
| 2011          | Holby City                       | Gwen Bishop                  | Episodio: "Blue Valentine"                                |
| 2012          | White Heat                       | Orla                         | 6 episodios                                               |
| 2012          | Little Crackers                  | Matron                       | Episodio: "Caroline Quentin's Little Cracker: Nutcracker" |
| 2013          | Great Night Out                  | Summer                       | 1 episodio                                                |
| 2013          | Common Ground: Adventure Venture | Emma                         | Episodio: "Fergus & Crispin"                              |
| 2013          | Quick Cuts                       | Annie                        | 3 episodios                                               |
| 2013          | What Remains                     | Melissa Young                | 4 episodios                                               |
| 2014          | That Day We Sang                 | Pauline                      | Película para televisión                                  |
| 2015          | The Scandalous Lady W            | Mary Sotheby                 | Película para televisión                                  |
| 2015          | Top Coppers                      | Romero                       | Episodio: "The Twist of the French Nicker"                |
| 2015, 2018    | Fortitude                        | Shirley Allerdyce            | 10 episodios                                              |
| 2015, 2024    | Inside No. 9                     | Shona / invitada a la fiesta | 2 episodios                                               |
| 2016          | Jericho                          | Mabel                        | 5 episodios                                               |
| 2017          | Urban Myths                      | mujer en la oficina          | Episodio: "Bob Dylan: Knocking on Dave's Door"            |
| 2017          | Prime Suspect 1973               | WPC Kath Morgan              | 6 episodios                                               |
| 2017          | In the Dark                      | Sophia Carson                | 4 episodios                                               |
| 2017          | The State                        | Umm Walid                    | 4 episodios                                               |
| 2017          | What About Barb?                 | Barb                         | Película para televisión                                  |
| 2017–2021     | Back                             | Jan                          | 12 episodios                                              |
| 2018          | Trollied                         | Donna Calabrese              | 7 episodios                                               |
| 2018          | Strike: Career of Evil           | Holly Brockbank              | 2 episodios                                               |
| 2018          | Tourist Trap                     | Maxine                       | 1 episodio                                                |
| 2019          | MotherFatherSon                  | Pam                          | 3 episodios                                               |
| 2020          | Isolation Stories                | Stranger                     | Episodio: "Mel"                                           |
| 2021–presente | The Outlaws                      | Diane Pemberley              | 17 episodios; también escribió un episodio.               |
| 2024          | Baby Reindeer                    | Martha Scott                 | 7 episodios (protagonista), serie de Netflix              |

### Cine
| Año  | Título                     | Rol           | Notas         |
| ---- | -------------------------- | ------------- | ------------- |
| 2012 | Ghost in the Machine       | Noreen        | Cortometraje  |
| 2014 | Pride                      | Siân James    |               |
| 2016 | Love is Thicker than Water | Emily         |               |
| 2019 | The Mermaid of Mevagissey  | Nessa         | Cortometraje  |
| 2020 | Summerland                 | Mrs Bassett   |               |
| —    | The Magic Faraway Tree]ñ   | Dame Washalot | En producción |

## Premios y nominaciones
| Premio                               | Fecha de ceremonia       | Categoría                                                                | Trabajo                        | Resultado | Ref.        |
| ------------------------------------ | ------------------------ | ------------------------------------------------------------------------ | ------------------------------ | --------- | ----------- |
| Primetime Emmy Awards                | 15 de septiembre de 2024 | Mejor Actriz de Reparto en Miniserie o en película de televisión         | Baby Reindeer por "Episodio 1" | Ganadora  | [ 2 ] [ 3 ] |
| Golden Globe Awards                  | 5 de enero de 2025       | Mejor Actriz de Reparto en Miniserie o Película para Televisión          | Baby Reindeer                  | Ganadora  |             |
| Critics' Choice Television Awards    | 2025                     | Mejor actriz de reparto en Miniserie o en película de televisión         | Baby Reindeer                  | Nominada  |             |
| Satellite Awards                     | 2025                     | Mejor actriz en Miniserie, serie limitada o película para Television     | Baby Reindeer                  | Nominada  |             |
| Film Independent Spirit Awards       | 2025                     | Best Breakthrough Performance in a New Scripted Series                   | Baby Reindeer                  | Nominada  |             |
| Online Film & Television Association | 2024                     | Best Supporting Actress in a Motion Picture, Limited or Anthology Series | Baby Reindeer                  | Nominada  |             |
| International Online Cinema Awards   | 2024                     | Mejor actriz de reparto en serie limitada o película para televisión     | Baby Reindeer                  | Ganadora  |             |
| Women in Film & TV Awards (UK)       | 2024                     | Premio Argonon de Interpretación                                         | Baby Reindeer                  | Ganadora  |             |
| Gold Derby Awards                    | 2024                     | Limitada/Película Actriz de Reparto                                      | Baby Reindeer                  | Ganadora  |             |
| Dorian Awards                        | 2024                     | Mejor Interpretación de Reparto – Drama                                  | Baby Reindeer                  | Nominada  |             |
| I Talk Telly Awards                  | 2024                     | Mejor interpretación dramática                                           | Baby Reindeer                  | Nominada  |             |
| Awards Daily Cooler Awards           | 2024                     | Mejor actriz de reparto en miniserie o antología                         | Baby Reindeer                  | Nominada  |             |
| "An Irish Person" TV Awards          | 2024                     | Mejor Actriz de Reparto en Miniserie o Película para Televisión          | Baby Reindeer                  | Nominada  |             |
| Astra Television Awards              | 2024                     | Mejor actriz de reparto en serie limitada o película para televisión     | Baby Reindeer                  | Nominada  |             |
| TV Scholar Awards                    | 2024                     | Mejor Actriz de Reparto en serie limitada                                | Baby Reindeer                  | Nominada  |             |